# Hit Instrumentals from Western TV Themes
Hit Instrumentals from Western TV Themes è un album discografico a nome di Al Caiola Guitars with Orchestra, pubblicato dalla casa discografica United Artists Records nell'ottobre del 1961.

## Tracce
Lato A
1. Law Man – 2:17 (Mack David, Jerry Livingston)
2. Laramie – 3:10 (Cyril J. Mockridge)
3. Theme from "The Rebel" – 1:40 (Richard Markowitz)
4. Maverick – 1:56 (Paul Francis Webster, David Buttolph)
5. The Ballad of Paladin – 2:01 (Johnny Western, Richard Boone, Sam Rolfe)
6. Tall Man Theme – 2:54 (Juan García Esquivel)

Lato B
1. Gunslinger – 1:53 (Ned Washington, Dimitri Tiomkin)
2. Wagons Ho! – 3:47 (Jerome Moross)
3. The Deputy – 1:58 (Jack Marshall)
4. Bonanza – 2:20 (Ray Evans, Jay Livingston)
5. Rawhide – 1:50 (Ned Washington, Dimitri Tiomkin)
6. Bat Masterson – 2:05 (Havens Wray, Bart Corwin)

## Musicisti
- Al Caiola - chitarra, arrangiamenti
- Altri componenti dell'orchestra non accreditati